# Paul-Loup Chatin
Paul-Loup Chatin (ur. 19 października 1991 roku) – francuski kierowca wyścigowy.

## Kariera
Paul-Loup karierę rozpoczął od startów w kartingu. W 2010 roku zadebiutował w serii wyścigów samochodów jednomiejscowych – Eurocupie F4 1.6. Chatin świetnie spisał się zwłaszcza w drugiej części sezonu, kiedy to czterokrotnie mieścił się w czołowej dwójce. Na brytyjskim torze Silverstone zdominował rywalizację, zwyciężając w obu sesjach kwalifikacyjnych oraz wyścigach. Ostatecznie zmagania zakończył na 4. miejscu.
W sezonie 2011 Francuz reprezentował ekipę Tech 1 Racing, zarówno w europejskim, jak i alpejskim cyklu Formuły Renault. W pierwszej z nich Paul-Loup czterokrotnie znalazł się w pierwszej trójce, z czego dwukrotnie w czołowej trójce. W drugim wyścigu, na węgierskim obiekcie Hungaroring zajął najniższy stopień podium, natomiast w kolejnej rundzie, w Wielkiej Brytanii okazał się najlepszy w sobotnich zmaganiach, po starcie z pole position. W drugiej z serii Chatin należał do czołówki i walczył o tytuł mistrzowski. Francuz dziewięciokrotnie stanął na podium, a więc najwięcej ze wszystkich. W ostatnich pięciu wyścigach Paul-Loup trzykrotnie z rzędu zwyciężał, w tym dwukrotnie na francuskim torze imienia Paula Ricarda (w obydwóch startował z pole position). Ostatecznie rywalizację zakończył na odpowiednio na 9. i 3. pozycji.
W kolejnym roku startów Chatin kontynuował starty w obu seriach. W pierwszej z nich punktował w dziewięciu z czternastu wyścigów, raz przy tym stając na najniższym stopniu podium (w sobotnim wyścigu na niemieckim torze Nürburgring). W drugiej z kolei regularnie plasował się w czołówce, będąc zaledwie trzykrotnie poza podium. Jedyne zwycięstwo odnotował na ulicznym torze w Pau, po starcie z pole position. Zdobyte punkty sklasyfikowały go odpowiednio na 6. i ponownie 3. miejscu.

## Statystyki
| Sezon | Seria                                 | Zespół                   | Wyścigi | Zwycięstwa | PP | NO | Podium | Punkty | Pozycja |
| ----- | ------------------------------------- | ------------------------ | ------- | ---------- | -- | -- | ------ | ------ | ------- |
| 2010  | Europejski Puchar Formuły 4 1.6       | Signatech                | 14      | 2          | 2  | 3  | 4      | 103    | 4       |
| 2011  | Europejski Puchar Formuły Renault 2.0 | Tech 1 Racing            | 14      | 1          | 1  | 0  | 2      | 75     | 9       |
| 2011  | Alpejska Formuła Renault 2.0          | Tech 1 Racing            | 14      | 3          | 3  | 3  | 9      | 326    | 3       |
| 2012  | Europejski Puchar Formuły Renault 2.0 | Tech 1 Racing            | 14      | 0          | 0  | 1  | 1      | 77     | 6       |
| 2012  | Alpejska Formuła Renault 2.0          | Tech 1 Racing            | 14      | 1          | 2  | 1  | 11     | 194    | 3       |
| 2013  | Francuski Puchar Porsche Carrera      | Tsunami RT               | 10      | 1          | 0  | 1  | 1      | 91     | 9       |
| 2013  | Włoski Puchar Porsche Carrera         | Tsunami RT               | 2       | 1          | 0  | 1  | 2      | 32     | 9       |
| 2013  | European Le Mans Series - LMPC        | Team Endurance Challenge | 5       | 3          | 2  | 4  | 5      | 115    | 1       |
| 2014  | 24h Le Mans - LMP2                    | Signatech Alpine         | 1       | 0          | 0  | 0  | 0      | N/A    | 3       |
| 2014  | European Le Mans Series - LMP2        | Signatech Alpine         | 5       | 1          | 0  | 1  | 3      | 78     | 1       |